# Commission des droits de la personne et des droits de la jeunesse
Pour les articles homonymes, voir Commission des droits de la personne.
Ne doit pas être confondu avec Commission spéciale sur les droits des enfants et la protection de la jeunesse.
La Commission des droits de la personne et des droits de la jeunesse (CDPDJ) est instituée par la Charte des droits et libertés de la personne du Québec. Son nom et ses mandats actuels proviennent de la fusion, en 1995, entre les mandats auparavant dévolus respectivement à la Commission des droits de la personne, créée en 1976, et à la Commission de protection des droits de la jeunesse, créée en 1989.

## Mission
La Commission a pour mission « de veiller au respect des principes énoncés dans la Charte des droits et libertés de la personne » (ci-après CDLP). Elle est entre autres responsable d'appliquer la Partie II de la Charte et la Loi sur l'accès à l'égalité en emploi dans des organismes publics.
La Commission s'est aussi vue confiée la protection de l'intérêt de l'enfant et le respect de ses droits  par la Loi sur la protection de la jeunesse et par la Loi sur le système de justice pénale pour les adolescents.

## Mandats
La Commission assume les responsabilités suivantes en vertu des lois québécoises : 
- mener des enquêtes, en vertu de l'article 23 de Loi sur la protection de la jeunesse, « sur toute situation où la Commission a raison de croire que les droits d'un enfant ou d'un groupe d'enfants ont été lésés par des personnes, des établissements ou des organismes » [6];
- élaborer et appliquer des « programmes d’information et d’éducation destinés à renseigner la population en général et les enfants en particulier sur les droits de l’enfant » [7];
- « relever les dispositions des lois du Québec qui seraient contraires à la Charte et faire au gouvernement les recommandations appropriées »[8];
- « diriger et encourager les recherches et publications sur les libertés et droits fondamentaux »[9];
- favoriser un règlement entre la personne dont les droits auraient été violés ou celui qui la représente, et la personne à qui cette violation est imputée[10];
- « mener des enquêtes, en vertu de la Charte des droits et libertés de la personne, dans les cas de discrimination, de harcèlement et d'exploitation de personnes âgées ou handicapées »[11];
- signaler au curateur public tout besoin de protection qu’elle estime être de la compétence de celui-ci, dès qu’elle en a connaissance dans l’exercice de ses fonctions[10];
- « élaborer et appliquer un programme d'information et d'éducation, tant en matière de droits de la personne que de protection des droits de la jeunesse »[12];
- recevoir et étudier les suggestions, recommandations et demandes qui lui sont faites touchant les droits et libertés de la personne[10];
- « veiller à l'élaboration et à l'implantation de programmes d'accès à l'égalité; »[13]
- « * en matière de protection des droits de la jeunesse, faire des recommandations, notamment au ministre de la Santé et des Services sociaux, au ministre de l'Éducation et au ministre de la Justice; »[14]
- « Coopérer avec toute organisation vouée à la promotion des droits et libertés de la personne, au Québec ou à l'extérieur »[15]

Lorsqu'elle représente un plaignant devant le Tribunal des droits de la personne, la Commission doit tenir compte de la compétence limitée du Tribunal en vertu de la Charte québécoise. Le Tribunal n'est compétent que pour les articles 10 à 19 et 48 CDLP,

## Membres
Les membres de la Commission sont nommés par l'Assemblée nationale du Québec, sur proposition du Premier ministre.
Ces nominations doivent être approuvées par les deux tiers des membres de l'Assemblée nationale.
La Commission est composée de 10 membres: 3 à temps plein (la présidence et les vices-présidences) et 10 à temps partiel. 

## Controverses

### Affaires d'abus sexuels sur mineurs
Malgré sa responsabilité à l'égard des droits de la jeunesse, il fut un temps pendant les années 2010 où la Commission avait deux personnes en son sein qui faisaient face à des allégations en lien avec des abus sexuels sur des mineurs (Mario Gauvin et Camil Picard). Cela a été souligné par l'humoriste Mike Ward dans ses spectacles d'humour alors qu'une plainte a été déposée contre lui à la Commission.

### Démission de l'ex-présidente à la suite de problèmes de gestion
L'ex-présidente de la CDPDJ Tamara Thermitus a démissionné après avoir été blâmée par le Protecteur du citoyen dans un rapport d'enquête pour des problèmes de gestion. En donnant sa version des faits, elle affirme qu'elle « a rapidement fait face à du racisme de ses collègues au sein même de la Commission », qui jugeaient qu'il était inacceptable qu'une femme noire puisse diriger des personnes blanches.